# Harley Flanders
Harley Flanders (* 13. September 1925; † 26. Juli 2013) war ein US-amerikanischer Mathematiker, bekannt als Verfasser mehrerer Lehrbücher.
Flanders studierte an der Universität Chicago, wo er 1947 seinen Master-Abschluss machte und 1949 bei Otto Franz Georg Schilling und André Weil promovierte (Unification of Class Field Theory). Danach war er am Caltech (als Bateman Fellow), an der Universität Berkeley und ab 1960 Professor an der Purdue University. 1970 bis 1977 war er an der Universität Tel Aviv. 1977 bis 1978 war er Gastprofessor am Georgia Institute of Technology, 1978 bis 1985 Gastwissenschaftler an der Florida Atlantic University, 1985 bis 1997 und ab 2000 an der University of Michigan, Ann Arbor, 1997 bis 2000 an der University of North Florida und gleichzeitig an der Jacksonville State University (als Distinguished Mathematician in Residence), beide in Jacksonville (Florida).
Flanders befasste sich zunächst mit Algebra und Algebraischer Zahlentheorie, dann mit Linearer Algebra, Differentialformen, Differentialgeometrie, der mathematischen Theorie elektrischer Netzwerke und Wissenschaftlichem Rechnen. Er war auch Software-Entwickler und schrieb ab 1975 die pädagogische Analysis-Software MicroCalc.
1969 bis 1973 war er Herausgeber des American Mathematical Monthly. 1969 erhielt er den Lester Randolph Ford Award (für A proof of Minkowski's inequality for convex curves, Amer. Math. Monthly, Bd. 75, 1968, S. 581–593).
Er gab mit Murray H. Protter die Vorlesungen über stetige Gruppen von Charles Loewner heraus.

## Schriften
- Differential forms with applications to the physical sciences, Academic Press 1963, Dover 1989
- Differential Forms, in S. S. Chern (Herausgeber) Studies in Global Geometry and Analysis, Mathematical Association of America, 1967, bearbeitete Neuauflage 1989
- Development of an extended exterior differential calculus, Transactions American Mathematical Society, Bd. 75, 1953, S. 311–326
- mit Justin R. Price: Algebra, Academic Press 1975, Saunders College Publ. 1981
- mit Price: Trigonometry, Academic Press 1975, 2. Auflage Saunders College Publications 1982
- dieselben: Algebra and Trigonometry, Academic Press 1975, Saunders College Publ. 1981
- dieselben: College Algebra, Saunders College Publ., 1982
- dieselben: Precalculus Mathematics, Saunders College Publ. 1981
- dieselben: Elementary Functions and analytic geometry, Academic Press 1973
- dieselben: Introductory College Mathematics: with Linear Algebra and Finite Mathematics, Academic Press 1973
- dieselben: Calculus with analytic geometry, Academic Press 1978
- dieselben, Robert Korfhage: First course in calculus with analytic geometry, Academic Press 1973
- dieselben, Robert Korfhage: Calculus, Academic Press 1970
- dieselben, Korfhage:  A second course in Calculus, Academic Press 1974
- Calculus, Freeman 1985
- Single Variable Calculus, Freeman 1985
- Calculus: a Lab Course with MicroCalc, Springer 1996
- Scientific Pascal, Reston Publ. Corp. 1984, 2. Auflage, Birkhäuser 1996